# Sebastian Kowalczyk (koszykarz)
Sebastian Kowalczyk (ur. 25 marca 1993 w Sieradzu) – polski koszykarz grający na pozycji rozgrywającego, od 2023 zawodnik PGE Spójni Stargard.

## Życiorys
Karierę rozpoczynał od występów w AZS-ie Politechnika Warszawska w sezonie 2009/2010 (w klubie tym grał później także w sezonie 2011/2012). W swojej karierze reprezentował także barwy klubów Polonia 2011 Warszawa (2010–2012), Start Gdynia (2012–2013) i Asseco Gdynia (2013–2016). W czasie gry w Asseco występował też w GTK Gdynia (w sezonie 2013/2014, gdy klub ten pełnił rolę rezerw Asseco) i drugim zespole Asseco (2014–2015). Od czerwca 2016 roku koszykarz Polfarmeksu Kutno, z którym podpisał dwuletni kontrakt.
Kowalczyk grał w reprezentacji Polski do lat 20, z którą dwukrotnie (2012 i 2013) wystąpił w mistrzostwach Europy dywizji B w tej kategorii wiekowej. W 2016 roku został powołany do reprezentacji Polski B.
19 czerwca 2017 został zawodnikiem Kinga Szczecin. 28 lipca 2018 podpisał umowę z Legią Warszawa.
2 lipca 2020 dołączył do Polpharmy Starogard Gdański. 25 czerwca 2021 zawarł kontrakt z Anwilem Włocławek. 20 lipca 2022 został zawodnikiem Zastalu Enea BC Zielona Góra. 14 czerwca 2023 podpisał umowę z PGE Spójnią Stargard.

## Osiągnięcia
Stan na 21 czerwca 2023, o ile nie zaznaczono inaczej.
Drużynowe
- Brązowy medalista mistrzostw Polski (2022)[12]

Indywidualne
- Laureat nagrody – „Złote Usta Energa Basket Ligi” (2018)[13]
- Zaliczony do I składu kolejki EBL (27 – 2022/2023)[14]

Reprezentacja
- Mistrz Europy U–20 dywizji B (2013)
- Uczestnik mistrzostw Europy U–20 dywizji B (2012 – 5. miejsce, 2013)

## Statystyki
| Sezon     | Drużyna                              | M  | S5 | MPG  | FG%   | 3P%   | FT%   | RPG | APG | SPG | BPG | PPG  |
| --------- | ------------------------------------ | -- | -- | ---- | ----- | ----- | ----- | --- | --- | --- | --- | ---- |
| 2009/2010 | AZS Politechnika Warszawska (I liga) | 7  |    | 6,0  | 33,3% | 22,2% | 0,0%  | 1,0 | 0,1 | 0,0 | 0,0 | 1,7  |
| 2010/2011 | Polonia 2011 Warszawa (I liga)       | 33 |    | 24,3 | 31,8% | 28,9% | 70,7% | 2,4 | 2,9 | 1,6 | 0,0 | 6,2  |
| 2011/2012 | AZS Politechnika Warszawska (PLK)    | 18 | 1  | 14,3 | 43,3% | 29,6% | 82,6% | 1,3 | 1,6 | 0,6 | 0,0 | 4,7  |
| 2012/2013 | Start Gdynia (PLK)                   | 32 | 3  | 19,7 | 28,8% | 25,0% | 76,8% | 1,6 | 3,1 | 0,6 | 0,1 | 5,0  |
| 2013/2014 | Asseco Gdynia (PLK)                  | 34 | 5  | 12,8 | 32,8% | 30,1% | 85,3% | 1,4 | 1,5 | 0,5 | 0,0 | 3,9  |
| 2013/2014 | GTK Gdynia (II liga)                 | 6  |    | 23,6 | 55,6% | 48,6% | 87,5% | 4,2 | 5,3 | 2,7 | 0,0 | 20,3 |
| 2014/2015 | Asseco Gdynia (PLK)                  | 34 | 2  | 19,3 | 35,8% | 26,0% | 78,2% | 1,8 | 1,4 | 0,7 | 0,0 | 7,2  |
| 2014/2015 | Asseco II Gdynia (II liga)           | 7  |    | 25,8 | 40,7% | 37,5% | 83,0% | 4,7 | 5,0 | 1,6 | 0,1 | 13,6 |
| 2015/2016 | Asseco Gdynia (PLK)                  | 35 | 1  | 21,4 | 32,0% | 31,5% | 82,0% | 2,1 | 1,7 | 0,7 | 0,2 | 8,5  |
| 2016/2017 | Polfarmex Kutno (PLK)                | 28 | 17 | 25,3 | 36,5% | 36,4% | 86,2% | 1,5 | 2,1 | 0,7 | 0,1 | 9,6  |
| 2017/2018 | King Szczecin (PLK)                  | 34 | 11 | 20,4 | 40,2% | 38,3% | 84,6% | 2,0 | 2,8 | 0,8 | 0,1 | 7,2  |
| 2018/2019 | Legia Warszawa (PLK)                 | 34 | 34 | 28,5 | 43,1% | 36,4% | 91,9% | 3,9 | 4,1 | 1,0 | 0,0 | 11,1 |
| 2019/2020 | Legia Warszawa (PLK)                 | 14 | 10 | 22,5 | 32,3% | 22,4% | 82,4% | 1,8 | 2,7 | 0,9 | 0,0 | 7,5  |